# ناعط (عمران)
ناعط هي إحدى قرى الجمهورية اليمنية. تتبع جغرافيا لمحافظة عمران وإداريًا لمديرية خارف. يبلغ تعداد سكانها 1967 نسمة حسب الإحصاء الذي أجري عام 2004.

## روابط خارجية
- World Gazetteer:Yemen
- الجهاز المركزي للإحصاء بالجمهورية اليمنية
- المركز الوطني للمعلومات باليمن